# Elaphropus charactus
Elaphropus charactus es una especie de escarabajo del género Elaphropus, de la subfamilia Trechinae, orden Coleoptera.

## Distribución
Se distribuye por China, Nepal, India y Birmania.

## Taxonomía
Fue descrita por Andrewes en 1925.